# Кларктаун (Огайо)
Кларктаун (англ. Clarktown) — переписна місцевість (CDP) в США, в окрузі Сайото штату Огайо. Населення — 911 особа (2020).

## Географія
Кларктаун розташований за координатами 38°51′2″ пн. ш. 82°54′31″ зх. д. / 38.85056° пн. ш. 82.90861° зх. д. (38.850584, -82.908605).  За даними Бюро перепису населення США в 2010 році переписна місцевість мала площу 5,30 км², з яких 5,29 км² — суходіл та 0,00 км² — водойми.

## Демографія
Згідно з переписом 2010 року, у переписній місцевості мешкало 958 осіб у 394 домогосподарствах у складі 280 родин. Густота населення становила 181 особа/км².  Було 422 помешкання (80/км²).
Расовий склад населення:
| - 97,1 % — білих - 0,6 % — корінних американців - 0,3 % — чорних або афроамериканців - 0,3 % — азіатів |

До двох чи більше рас належало 1,7 %. Частка іспаномовних становила 0,3 % від усіх жителів.
За віковим діапазоном населення розподілялося таким чином: 21,5 % — особи молодші 18 років, 60,9 % — особи у віці 18—64 років, 17,6 % — особи у віці 65 років та старші. Медіана віку мешканця становила 40,5 року. На 100 осіб жіночої статі у переписній місцевості припадало 98,3 чоловіків;  на 100 жінок у віці від 18 років та старших — 93,8 чоловіків також старших 18 років.
Середній дохід на одне домашнє господарство  становив 40 728 доларів США (медіана — 34 306), а середній дохід на одну сім'ю — 52 907 доларів (медіана — 53 008). За межею бідності перебувало 20,4 % осіб, у тому числі 24,7 % дітей у віці до 18 років та 11,5 % осіб у віці 65 років та старших.
Цивільне працевлаштоване населення становило 278 осіб. Основні галузі зайнятості: освіта, охорона здоров'я та соціальна допомога — 33,5 %, будівництво — 11,5 %, роздрібна торгівля — 11,2 %.